# Myrmicaria birmana
Myrmicaria birmana är en myrart som beskrevs av Auguste-Henri Forel 1902. Myrmicaria birmana ingår i släktet Myrmicaria och familjen myror. Inga underarter finns listade i Catalogue of Life.